# Judy Meana
Judy Meana Barrera (Colón, 16 de noviembre de 1974) es una periodista y política panameña. Fue vicealcaldesa del distrito de Panamá desde el 1 de julio de 2019 hasta el 8 de marzo del 2023, día en el que presentó su renuncia debido a inconformidades con el actual alcalde capitalino José Luis Fábrega. Desde el 16 de abril de 2020 hasta el 8 de febrero de 2021 fue gobernadora de la provincia de Panamá. Es miembro y vicepresidenta del Movimiento Liberal Republicano Nacionalista (Molirena).

## Biografía
Nacida en Panamá en la provincia de Colón, hija del arquitecto José Manuel Meana González y la banquera Judith Barrera de Meana.  Estudió primaria y secundaria en el Colegio La Salle.
En 1994 fue contratada en Telemetro Canal 13 como reportera y presentadora de noticias. En el año 2000, logró el Premio Nacional del Colegio Nacional de Periodistas de Panamá, por su reportaje sobre los mitos y realidades de los indios albinos de la Comarca Guna Yala. Fue beneficiaria de una beca del gobierno español destinada a periodistas de América Latina, para estudiar producción de telediarios en el Instituto Oficial de Radio y Televisión Española (IORTV) en Madrid.
En 2000 fue directora de producción de RCM Canal 21, también fue productora y conductora de un programa de periodismo de investigación bajo el nombre «Al Descubierto con Judy Meana». 
En 2004, durante la administración de Martín Torrijos, fue directora de información del Ministerio de Gobierno y Justicia. En 2009, durante la administración de Ricardo Martinelli, fue portavoz en el Ministerio de la Presidencia.
En 2014 ocupó la vicepresidencia de la Bolsa de Diamantes en Panamá (Panama Diamond Exchange PDE).

### Carrera política
En 2017 empezó la carrera política como candidata a diputada por libre postulación por el circuito 8-8. En el 2018 se inscribió en el Movimiento Liberal Republicano Nacionalista (Molirena), y se convirtió en miembro del Consejo Ejecutivo Nacional (CEN) del partido. Junto a un grupo de candidatas de todos los partidos políticos de Panamá, conformaron el movimiento Mujeres Protagonistas, para motivar la participación de las mujeres en el ámbito político nacional.
A principios del 2019 el candidato a alcalde del distrito de Panamá por el Partido Revolucionario Democrático (PRD), José Luis Fábrega, anunció que Judy Meana sería su compañera de fórmula como vicealcaldesa en las elecciones del 5 de mayo de 2019.
Tras la victoria de la fórmula Fábrega-Meana en las elecciones por la alcaldía capitalina, Meana asumió el cargo como vicealcaldesa el 1 de julio de 2019.
El 16 de abril de 2020, asumió el cargo de gobernadora de la provincia de Panamá, siendo designada por el presidente Laurentino Cortizo en reemplazo de Sheyla Grajales, quien había asumido el cargo de ministra de Gobierno para luego renunciar dos semanas después. En su cargo como vicealcaldesa, se acogió a una licencia sin sueldo hasta el fin de su período como gobernadora. Se mantuvo en el cargo hasta el 8 de febrero de 2021, cuando el presidente Cortizo la reemplazó por Carla García, teniendo como principal razón una renovación en la gobernación.